# Short Belfast

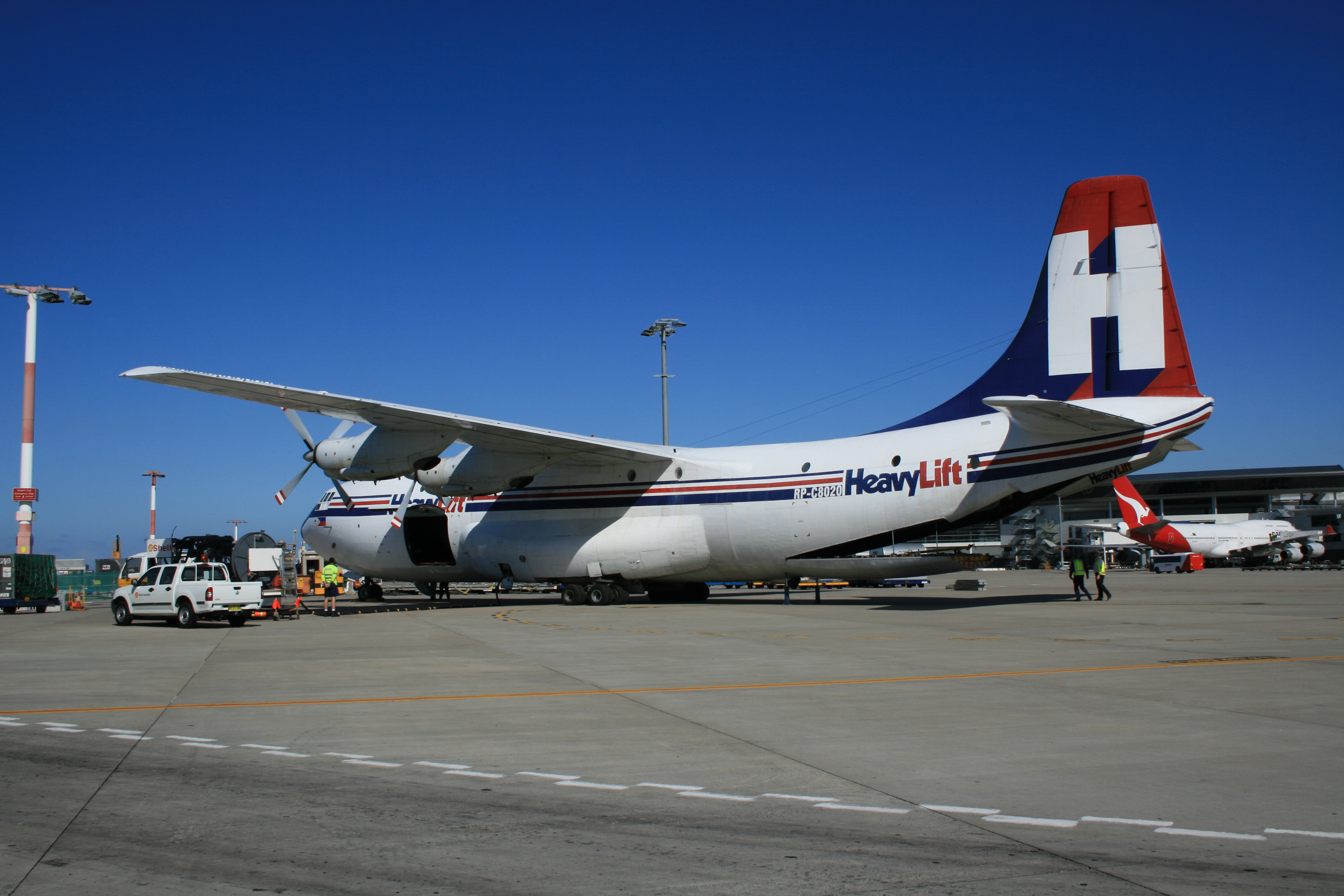
Vista posteriore di uno Short Belfast della HeavyLift Cargo Airlines.

Lo Short Belfast G-BFYU della HeavyLift a Bari-Palese nel 1985.

Lo Short Belfast era un quadrimotore turboelica aereo da trasporto ad ala alta prodotto dall'azienda britannica Short Brothers plc negli anni sessanta.
Proposto come aereo da trasporto tattico alla Royal Air Force, il Belfast possedeva una maggiore capacità di carico del pari ruolo contemporaneo C-130 Hercules, ma venne prodotto solo in 10 esemplari, anche per la grande diffusione degli analoghi modelli statunitensi, rimanendo operativo nei reparti della RAF fino alla metà degli anni settanta.
Radiato già ai tempi della guerra delle Falkland, ha continuato ad operare con profitto con compagnie aeree private di trasporto civile.

## Storia
Nel febbraio del 1959 la Short Brothers, nel tentativo di affrancarsi dal mercato degli idrovolanti ormai praticamente inesistente, iniziò la progettazione di un aereo da trasporto (indicato con la denominazione interna di SC 5/10) da offrire, nelle intenzioni iniziali, agli operatori civili. In ordine di tempo fu il secondo velivolo ad adottare un sistema di atterraggio automatico.
Il primo volo avvenne il 5 gennaio 1964, ma non incontrò l'interesse sperato.
Venne, per contro, ordinato in dieci esemplari dalla RAF in ragione dell'ampia stiva di carico (311,5 m³) che poteva servire per il trasporto di missili, pezzi d'artiglieria e veicoli anche di grosse dimensioni (un carro armato Chieftain o due elicotteri Westland Wessex) ma che, all'occorrenza, poteva essere utilizzata per il trasporto truppe, fino ad un massimo di 250 soldati.
Il primo Belfast divenne operativo nel corso del 1966 e, all'epoca, era il più grande velivolo mai impiegato dalla RAF.
Alla fine degli anni settanta, quando la RAF decise di non impiegare più trasporti pesanti a lungo raggio, venne deciso di offrire i Belfast agli operatori commerciali ed alcuni vennero acquistati dalla British Carrier TAC Heavy Lift (divenuta nel tempo HeavyLift Cargo Airlines).
Tre degli esemplari rimanenti vennero acquistati dalla Rolls-Royce plc, per recuperare i motori e due rimasero in carico alla RAF.
Per ironia della sorte, la RAF provvide a noleggiare, dalle società commerciali cui li aveva venduti in precedenza, alcuni Belfast per provvedere ai trasporti sulle lunghe distanze nel corso della guerra delle Falkland.

## Descrizione tecnica
Monoplano ad ala alta, aveva la fusoliera pressurizzata e di sezione circolare; il carrello era costituito da un elemento a due ruote posto sotto la prua e l'elemento principale sotto la fusoliera, costituito da otto ruote. L'accesso al vano di carico era garantito da un ampio portellone posteriore a "coda di castoro".
La propulsione era affidata a quattro turboelica Rolls-Royce Tyne, ognuno dei quali sviluppava una potenza di 5 730 hp.

## Utilizzatori

### Militari
Regno Unito
- Royal Air Force
  - No. 53 Squadron RAF

### Civili
Australia
- HeavyLift Cargo Airlines

 Regno Unito
- TAC HeavyLift
- Transmeridian Air Cargo